# جیر

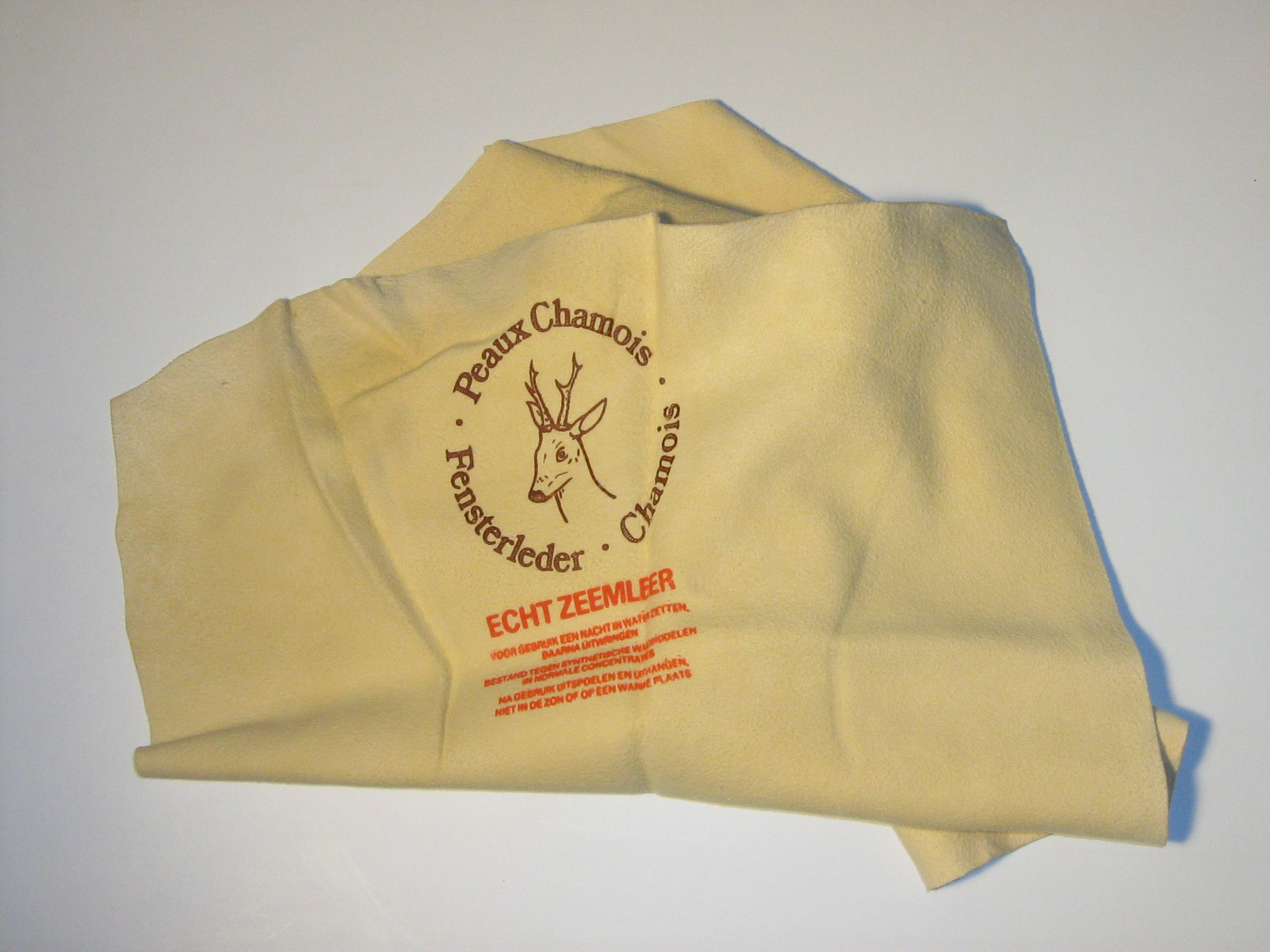
حوله‌ای از چرم طبیعی جیر، تهیه‌شده برای استفادهٔ خانگی.

جیر، چرم بسیار نازکی است که از پوست گوسفند و بز و گوزن تولید می‌شود. این چرم در دستهٔ دباغی‌های آلدئیدی قرار گرفته و چرم تولیدشده با جذب رطوبت زیاد همراه است. این نوع چرم با استفاده از روغن (به‌طور سنتی نوعی روغن ماهی) که به‌آسانی جهت تولید آلدئیدهای مورد مصرف در دباغی اکسید می‌شود، تولید می‌شوند.